# Oedignatha dentifera
Oedignatha dentifera är en spindelart som beskrevs av Eduard Reimoser 1934. Oedignatha dentifera ingår i släktet Oedignatha och familjen flinkspindlar. Inga underarter finns listade i Catalogue of Life.